# Jacobo de Ibelín
Jacobo de Ibelín (también Jacques o Jāk, aprox. 1249 - 1276) fue conde de Jaffa (así también Jacobo de Jaffa) y señor de Ramla en el Reino de Jerusalén.
Fue el hijo de Juan de Ibelín, conde de Jaffa, señor de Ramla, y su esposa María de Armenia. A la muerte de su padre en 1266 se convirtió en su sucesor.
En marzo de 1268 sus territorios fueron conquistados por los mamelucos, después huyó a Chipre en sus familiares.
Entre 1255 y 1260 se casó con María de Montbéliard, viuda de Hugo de Ibelín (hijo de Balián de Beirut), hija de Odón de Montbéliard, condestable de Jerusalén, y Eschiva de Saint Omer, princesa de Galilea. El matrimonio no tuvo hijos.
Cuando Jacobo murió en 1276, su hermano menor Guido de Ibelín lo heredó titularmente.